# 蓮華院誕生寺
蓮華院誕生寺（れんげいんたんじょうじ）は、熊本県玉名市築地にある真言律宗の寺院。山号は高原山（たかはらさん）で、本尊は皇円大菩薩。寺格は別格本山であり、奈良の西大寺を総本山とする。平安時代後期か鎌倉時代初期に創建され戦国時代に焼失した浄光寺蓮華院の跡地に、皇円から霊告を受けた初代住職の川原是信が昭和5年（1930年）に、蓮華院誕生寺として中興した。檀家はなく、信者や一般の人のために祈祷をする祈祷寺である。
江戸時代に著された肥後の地誌「肥後国誌」には、この地に浄光寺蓮華院があったと記載されているので、寺名はここから蓮華院を取り、また本尊皇円が誕生した地に中興した寺という意味で、蓮華院誕生寺と称している。

## 所在地

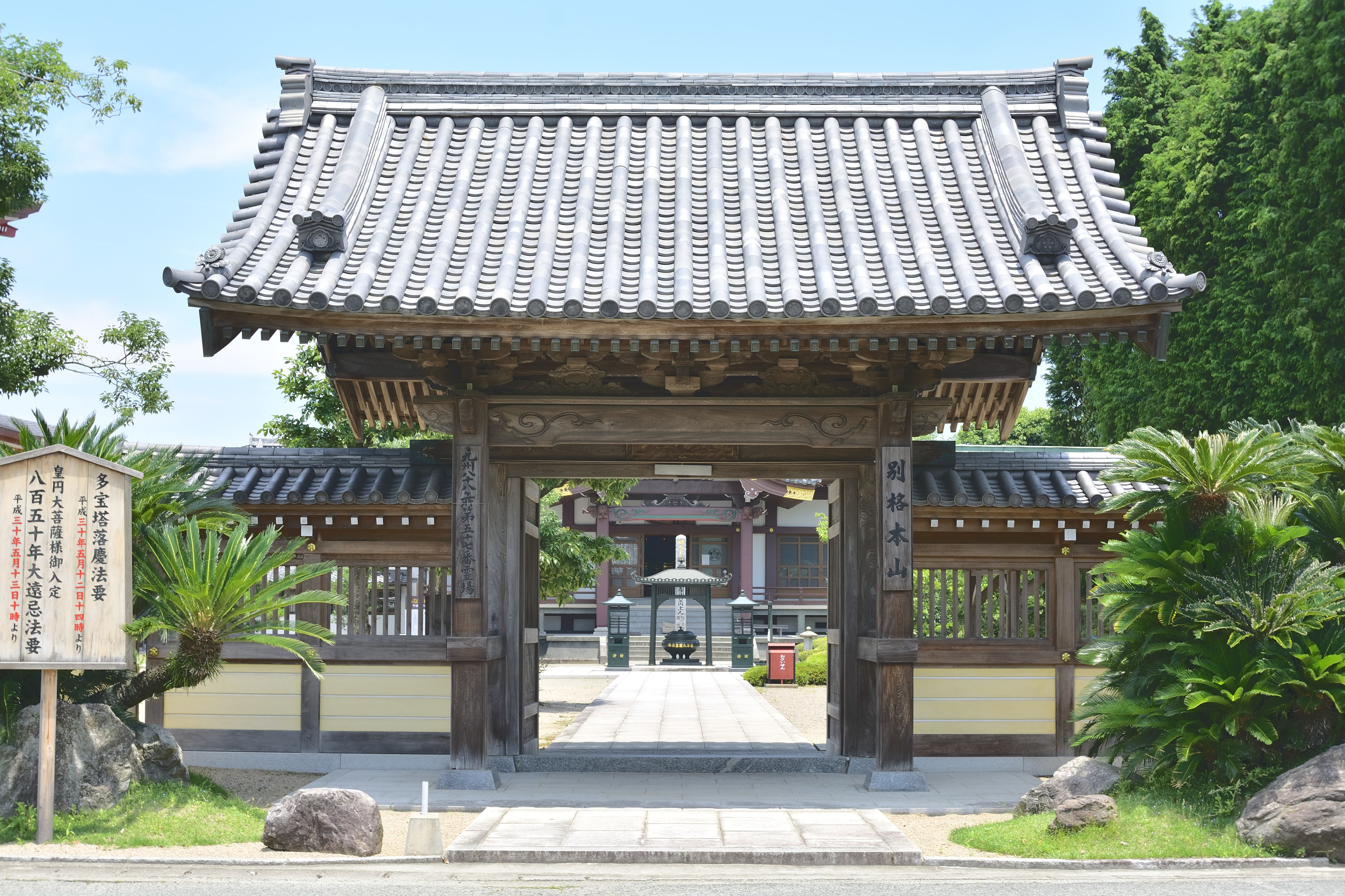
中門（延命門）

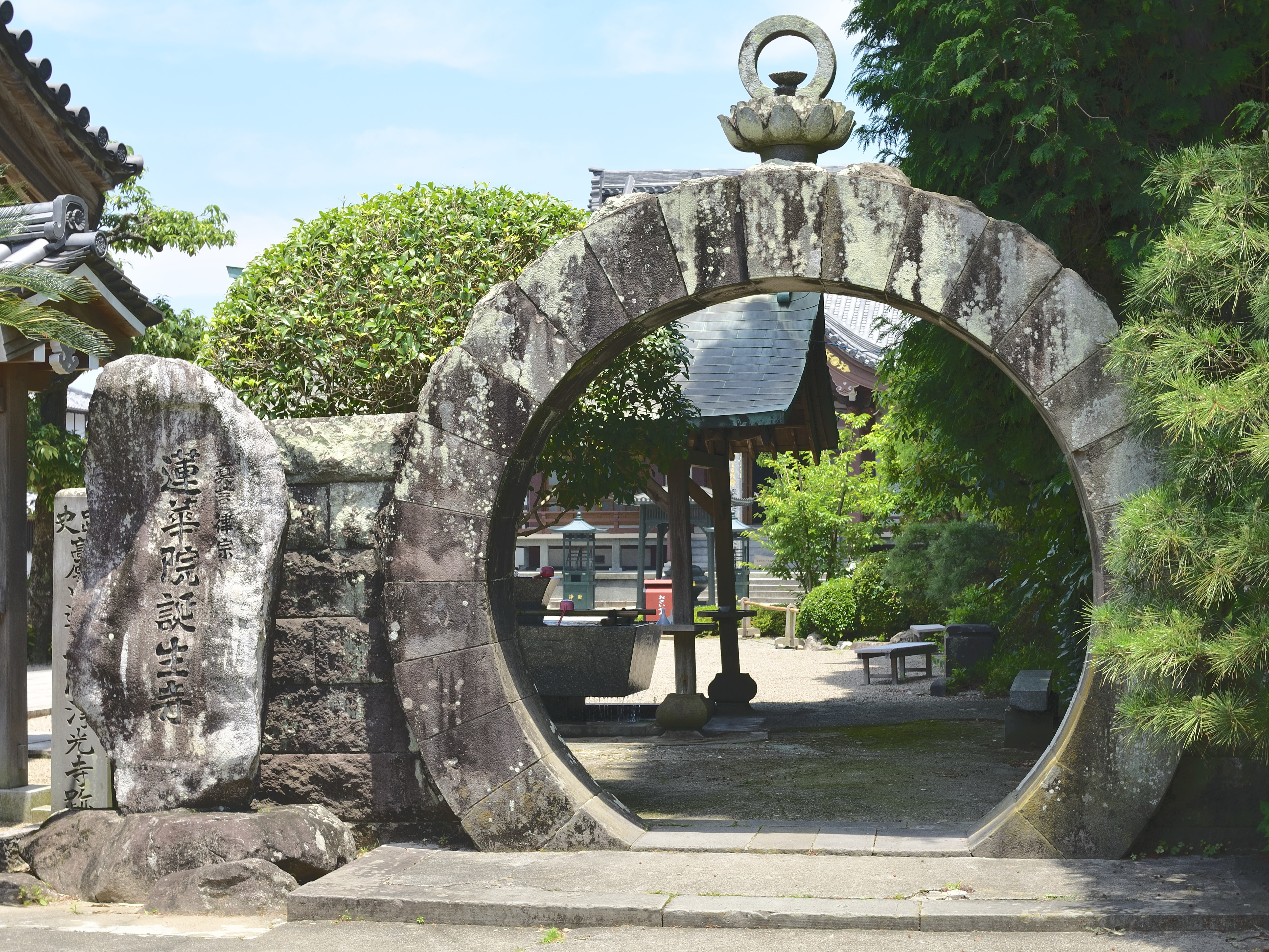
円門（蓮華門）

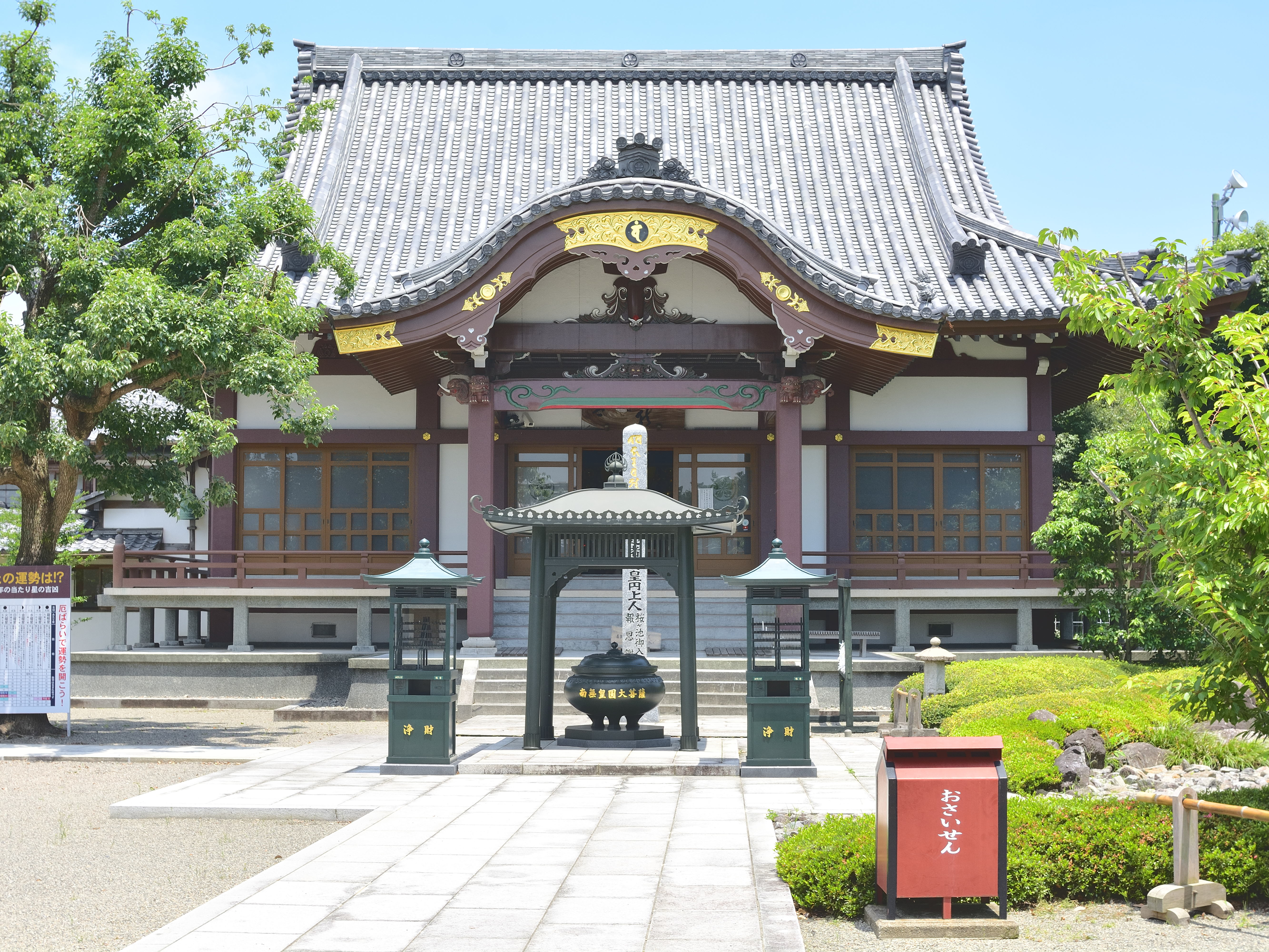
本堂正面

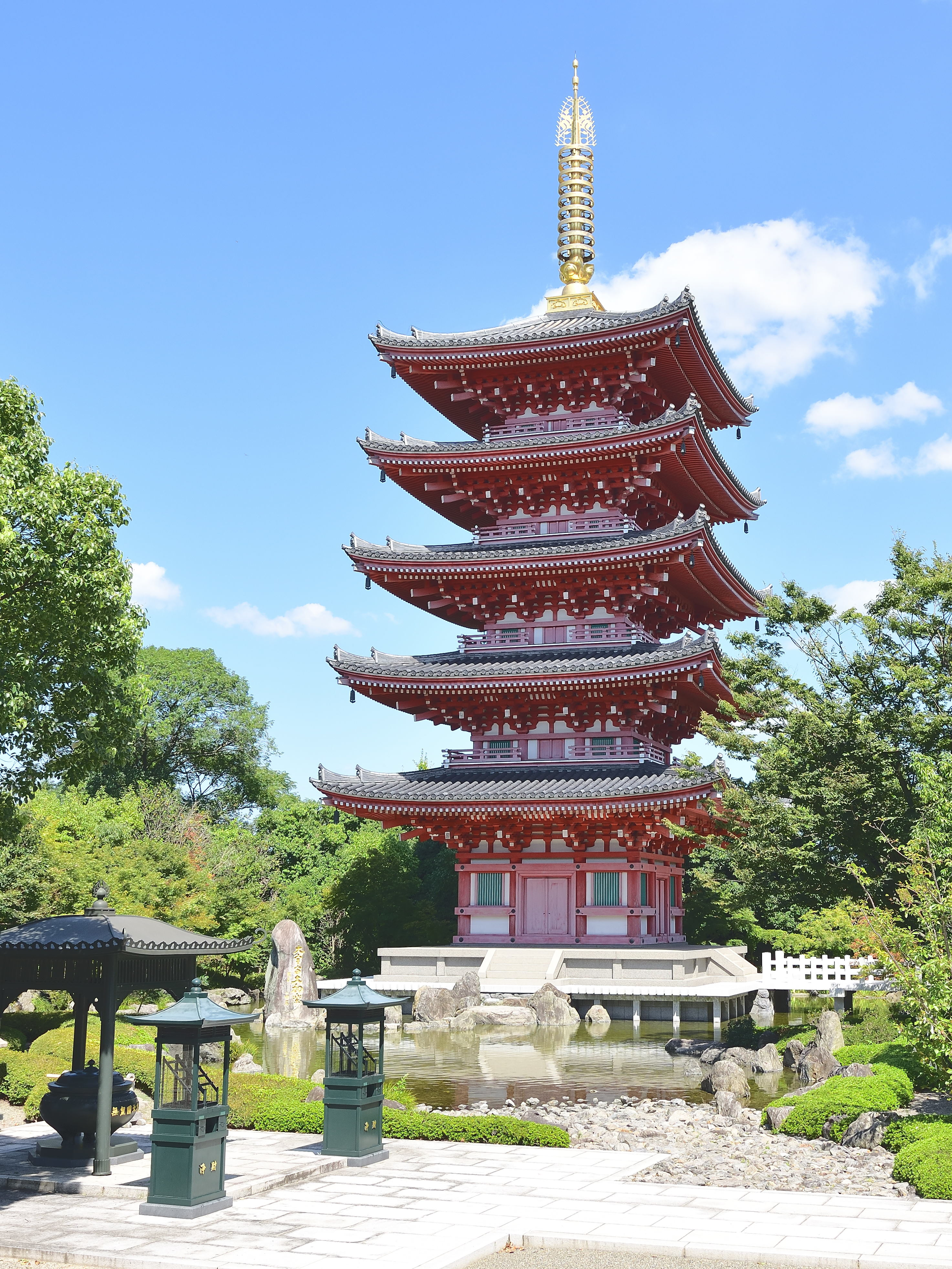
五重塔

本院 〒865-0065熊本県玉名市築地2288
奥之院 〒865-0065熊本県玉名市築地1512-77
蓮華院誕生寺は本院と奥之院の2つの寺院から成る。本院は玉名市築地にあり、そこから北に4kmの小岱山中腹に奥之院がある。

## 住職
- 初代 川原是信（在職、1930年 - 1977年）1896年生れ
- 第2代 川原真如（在職、1977年 - 1992年）1926年生れ。佐賀県東妙寺の住職を経て蓮華院誕生寺の住職となる。
- 第3代 川原英照（在職、1992年 -）1952年生れ。同じく佐賀県東妙寺の住職を経て蓮華院誕生寺の住職となる。

## 行事
各月13日をご縁日、3日、23日を準ご縁日として、法要が営まれる。法要は僧侶による理趣経の誦唱と真言宗の在家勤行次第を僧侶と信者が誦唱、その後住職の法話が行なわれる。また本尊皇円大菩薩の入定の日6月13日を大祭と定め、12日の夜は奥之院から本院まで信者たちが灯籠をもって行列する「龍火下り」、護摩祈祷などが行なわれ、13日早朝に御遠忌法要が営まれる。
奥之院では毎月一度、五重塔で功徳行が行なわれている。11月3日が奥之院の大祭で、また12月31日の大晦日には大梵鐘を打鐘する除夜の鐘法要が営まれる。

## 本尊
皇円大菩薩。皇円（こうえん）は、平安時代後期の天台宗の僧侶で実在の人物。没年は嘉応元年（1169年）6月13日。96歳で没したとされるので、生年は承保5年（1074年）か。蓮華院誕生寺では、本尊として大菩薩の尊称を付け、皇円大菩薩と称している。
関白藤原道兼の玄孫（孫の孫）、肥後玉名荘築地（ついじ）に生まれた。父は豊前守藤原重兼。幼くして比叡山に登り椙生（すぎう）流の皇覚のもとで出家得度し顕教を修め、さらに密教を成円に学び、二人の名前からそれぞれ一字を取り皇円と称したとされる。比叡山の功徳院に住み、肥後阿闍梨（あじゃり）と称された。浄土宗の開祖である法然は、晩年の皇円のもとで出家得度し弟子となった。
皇円は史才のある学僧でもあり、「扶桑略記」（扶桑は日本の異称）を著している。扶桑略記は日本最初の編年体の歴史書としてよく知られ、神武天皇から堀河天皇までを、主に日本への仏教伝来や発展史、神社寺院の縁起に着目して記述した貴重なものである。
皇円の事績に関する同時代の直接の記録はほとんどなく、鎌倉末期に編まれた法然に関する「拾遺古徳伝」や「法然上人絵伝」に頼らざるを得ない。それらによると、嘉応元年（1169年）6月13日に、遠州桜ケ池に龍身を受けて入定した、つまり身を龍体に変えて池の中で密教の修行に入ったとされる。平安末期に盛んとなった弥勒下生信仰つまり弥勒菩薩が釈迦入滅後56億7千万年後にこの世界に現われて三度説法をして衆生を救済するという信仰のために、そのときまで菩薩行をして衆生を救うという願いを立てたものと思われる。遠州桜ケ池は静岡県御前崎市浜岡に現存する直径約200m余の堰き止め湖で、湖畔には瀬織津比詳命（せおりつひめのみこと）を祭神として祀る池宮神社（御前崎市佐倉5162）がある。皇円は神社に祀られているわけではなく、桜ヶ池自体が皇円の修行の場所として神聖視され、水際に皇円阿闍梨大龍神と書かれた祭壇を設けて参拝の場所としている。秋の彼岸の中日には、赤飯を入れたお櫃を池に沈めて奉納する「お櫃納め」の行事が行なわれている。また約10km離れた応声教院（静岡県御前崎市中内田915）には、龍のウロコと称されるものが祀られている。

## 略年表
- 永仁6年（1298年）、佐賀県東妙寺の東妙寺文書に「肥後国浄光寺」の文字が見られる。
- 天正9年（1581年）、戦国時代の争いで焼失。
- 昭和4年（1929年）12月10日早朝、川原是信が皇円より「蓮華院を再興せよ」との霊告を受ける。
- 昭和5年（1930年）3月21日、仮本堂が落成。
- 昭和12年（1937年）、阿闍梨堂が落成。
- 昭和15年（1940年）、石造円門が完成。「御願成就 皇紀二千六百年 田中虎吉」の銘がある。皇紀二千六百年は昭和15年。
- 昭和25年（1950年）、世界平和祈念大願堂（通称「大願堂」で、112畳敷き）が落成。
- 昭和41年（1966年）、現本堂が落成。
- 昭和52年（1977年）、奥之院大梵鐘が完成。
- 昭和53年（1978年）11月3日、奥之院が小岱山中腹に落成。落慶法要。
- 平成9年（1997年）4月12日、五重塔の落慶法要。
- 平成17年（2005年）4月10日 - 14日、ダライラマ14世来山。本院で世界平和祈念護摩法要、奥之院で法話会を行なう。
- 平成23年（2011年）5月23日、南大門が落成。落慶法要及び四天王開眼法要。
- 平成30年（2018年）5月12日、多宝塔が落成。落慶法要及び五智如来開眼法要。

## 沿革

### 創建から焼失まで
玉名市築地の蓮華院誕生寺の地には、中世には浄光寺という寺院が建てられていた。この中世浄光寺については、田邉哲夫の論考があり、現在のところこれが最も信頼できる研究であり、本稿もこの研究に多くを依っている。肥後國誌によると、築地村の関白屋敷や浄光寺蓮華院跡の項に、平重盛が浄光寺を建立し、さらに父母の滅罪のため2基の五輪塔、南大門、尼寺妙性寺も建立したとある。平重盛は清盛の嫡男で、保延4年（1138年）生れで治承3年（1179年）に42歳で没している。肥後國誌どおりであれば、平安末期の建立となるが、証拠になる当時の文書は何も残されていない。
現存する最も古い資料は、鎌倉時代の永仁6年（1298年）に書かれた東妙寺文書である。佐賀県東妙寺は勅願寺で鎌倉時代の創建であるが、東妙寺の唯円が殺生禁断の宣旨を願い出た文書の中に「肥後国浄光寺は沙門惠空による私建立の寺院なり。勅願に非ずと雖も、已に宣旨を下され、殺生を禁断せられ畢んぬ。」とある。つまり、永仁6年には玉名の浄光寺は既に存在していたということである。鎌倉時代の東妙寺文書に惠空が私的に建立したと書かれている肥後国浄光寺と、江戸時代の肥後國誌に平重盛が建立したと書かれている浄光寺蓮華院が、同じ寺かどうかは明らかではない。しかし、寺名は同じであることから、重盛建立の浄光寺を、惠空が継承したことも推測できる。いずれにせよ、浄光寺が平安時代末期から鎌倉時代初期の創建であることは推測できる。
浄光寺の名は、奈良・西大寺の鎌倉時代の古文書にも出ている。ひとつは「西大寺諸国末寺帳」の永享8年（1436年）以降の記録に、「築地浄光寺」の文字が見られる。また「西大寺坊々寄宿諸末寺帳」の中にも同じく寺名が書かれており、さらに「西大寺本末寺衆首交名」の中の「西大寺光明真言結縁過去帳」にも、正応3年（1290年）から文明10年（1478年）まで肥後浄光寺僧侶のリストが書かれている。このことから、鎌倉から室町時代にかけて浄光寺が、存続していたことは明らかである。
中世の浄光寺については、昭和30年代に行なわれた、現在の蓮華院誕生寺の本堂建設に伴う発掘調査で、懸け仏、陶器、瓦などが出土している。おそらく浄光寺の本堂はこの附近だったと思われる。現在これら出土遺物は蓮華院誕生寺に保管・展示されており、平成20年玉名市指定文化財に指定されている。
戦国時代になると、激動する戦乱の世となり、浄光寺を取り巻く環境も大きく変わったと思われる。江戸時代には浄光寺は存在していないことから、焼失したとしか考えられないが、これに関する直接の歴史資料は特にない。しかし天正9年（1581年）、龍造寺政家が小代親伝に大野別府二百町を与えていることから、その年に龍造寺氏の攻撃に遭い、大野氏が滅亡し、その庇護にあった浄光寺も焼失したとされる。これにより、平安時代末期ないし鎌倉時代初期に創建され400年前後存続してきた浄光寺も灰燼に帰し、以後は放置され山野となるに任せ、江戸時代の肥後國誌に記されるとおり、築地、南大門、蓮華などの地名、2基の五輪塔、釈迦堂と呼ばれる小堂だけが残された。浄光寺の北東隣には、蓮華という微小地名が残り、これは蓮華院という塔頭寺院の存在を暗示する。江戸時代の肥後國誌には浄光寺蓮華院と書かれているが、中世文書には蓮華院という名は出てこないことから、浄光寺と塔頭寺院の蓮華院を混同して使われたものと思われる。

### 昭和の再興およびその後

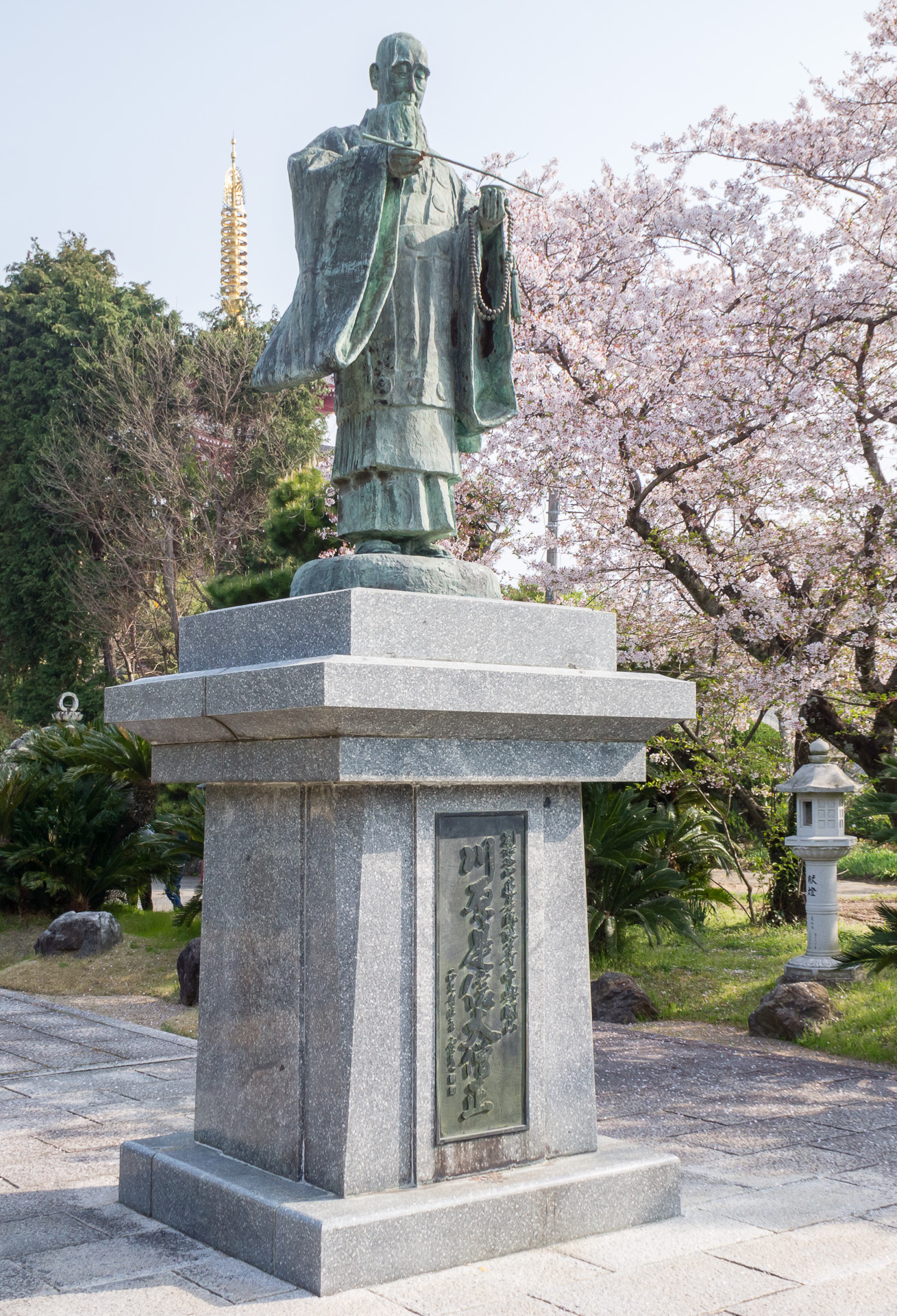
川原是信大僧正銅像

昭和4年当時、初代の川原是信は、荒尾で霊能者として祈祷所を営んでいた。旧浄光寺跡の一帯はその頃は寒村で、数軒の人家や畑があるだけで、残りは雑木林や竹林などに覆われた藪になっていたのだが、子供たちが藪に入って遊ぶと腹痛を起こし女性が中に入ると眼病を患うなど、こうした現象に村人たちは荒神様がいるとして怖れていた。そこで村人たちは是信の祈祷力を聞きつけて、その祈祷力で地霊を鎮めることを依頼した。
12月10日早朝、村人から請われるままに、是信が浄光寺跡地の草堂で読経をしていると、突然皇円から「我は今より760年前、遠州桜ケ池に龍身入定せし阿闍梨皇円なり。今心願成就せるをもって、汝にその功徳を授く。よって今から蓮華院を再興し衆生済度をはかれ。」との霊告を受けた。そのとき34歳だった是信は、皇円という名も桜ヶ池の存在も知らなかったが、このただならぬ霊告によりすぐさま寺の再興に取り掛かり、翌昭和5年3月には村人の協力を得て、小さな本堂が建設された。これが浄光寺蓮華院再興の第一歩で、これ以降、貫主堂である阿闍梨堂、食堂、男女の参籠所などが建てられ、寺院としての形を徐々に整えていった。そして再興された寺の名は浄光寺とせず、皇円の生誕地の寺ということで蓮華院誕生寺とした。その後、この小さかった本堂は昭和25年（1950年）には、大願堂（だいがんどう）と名付けられた新本堂に姿を変え、さらにこの大願堂も昭和41年（1966年）にはRC造の本格的本堂として建て変えられて今日に至っている。このように是信は皇円の霊告に従って、蓮華院の再興に力を注ぎながら、同時にその天才的な霊能、激しい修行、そして皇円の功徳力により、密教行者として霊力をますます強め、衆生済度を行ない、そのため信者は全国に増えていった。
昭和52年（1977年）、第1世の是信の死後、第2世には川原真如が住職に就任した。翌昭和53年（1978年）11月3日には、是信が発願した奥之院が小岱山中に落慶し、信者のみならず一般の人にも蓮華院の信仰を広めていくこととなった。真如は布施行の実践に努め、カンボジア難民救済を始め、これをもとに昭和54年（1979年）NPO法人「れんげボランティア会」を創設し、一食布施運動、同胞援助運動などを展開し、国際協力活動を推進した。またその後「親を大切にする子供を育てる会」を設置し、全国の小中学生から母の詩を募集し、親子の絆を強める運動を推進した。
平成4年（1992年）、川原英照が中興第3世として住職を継承し、信者に対しての衆生済度だけでなく、れんげボランティア会によるスリランカ、チベット、カンボジアなどへの国際協力にますます力をいれているのみならず、平成7年の阪神大震災、平成22年（2011年）の東日本大震災にはボランティアチームを派遣するなど、国内での社会活動にも力を入れている。平成17年（2005年）にはダライラマ14世を招いて、本院で世界平和祈念護摩法要、奥之院で法話会が行なわれ、地方寺院でありながらもその国際的な活躍は社会から注目を集めている。平成28年（2016年）の熊本地震では寺を挙げて支援活動に邁進｡また全国各地からの支援グループを寺内に受け入れ､熊本県北における支援活動のプラットフォームとしての役割も果たした｡
伽藍

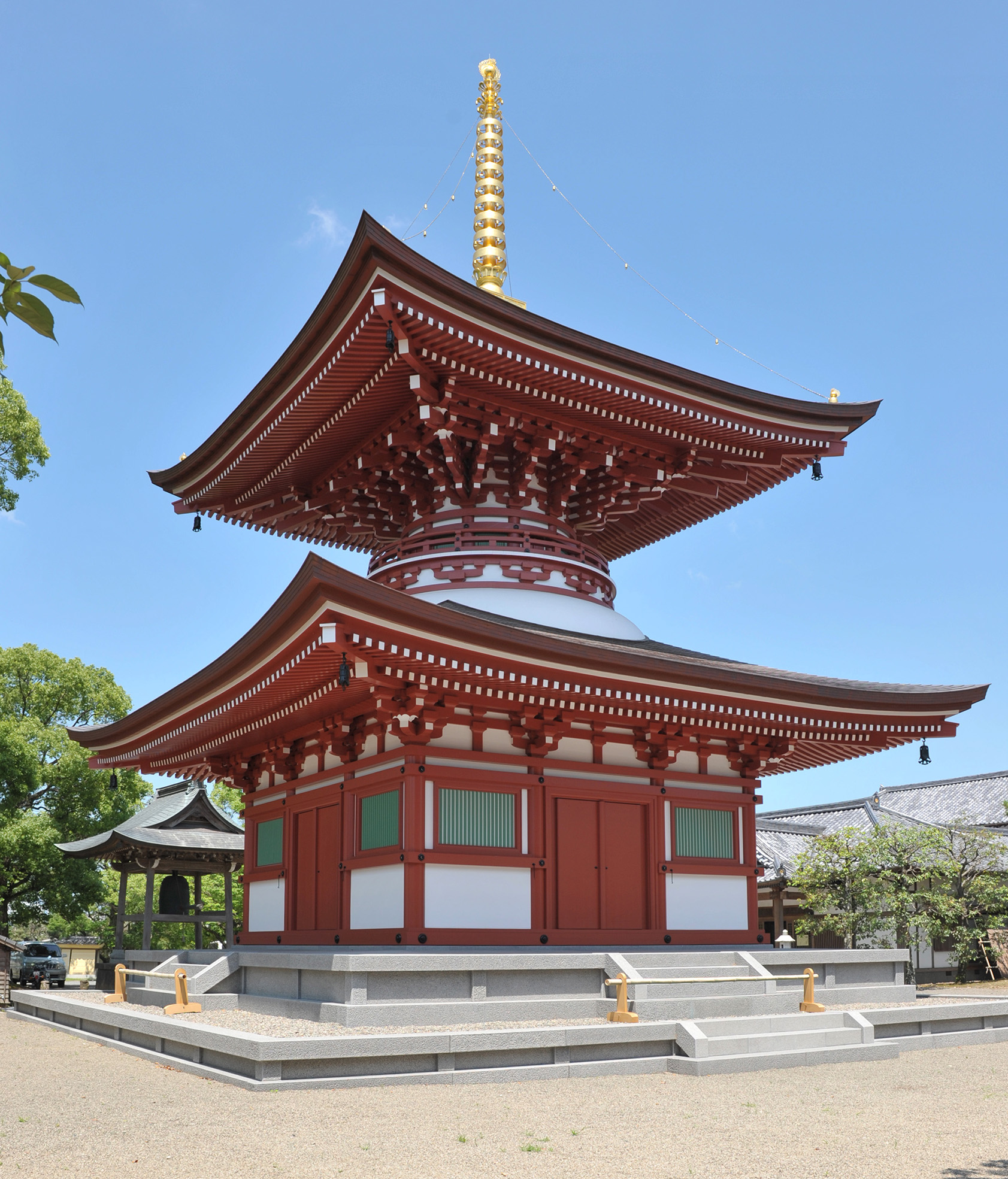
多宝塔

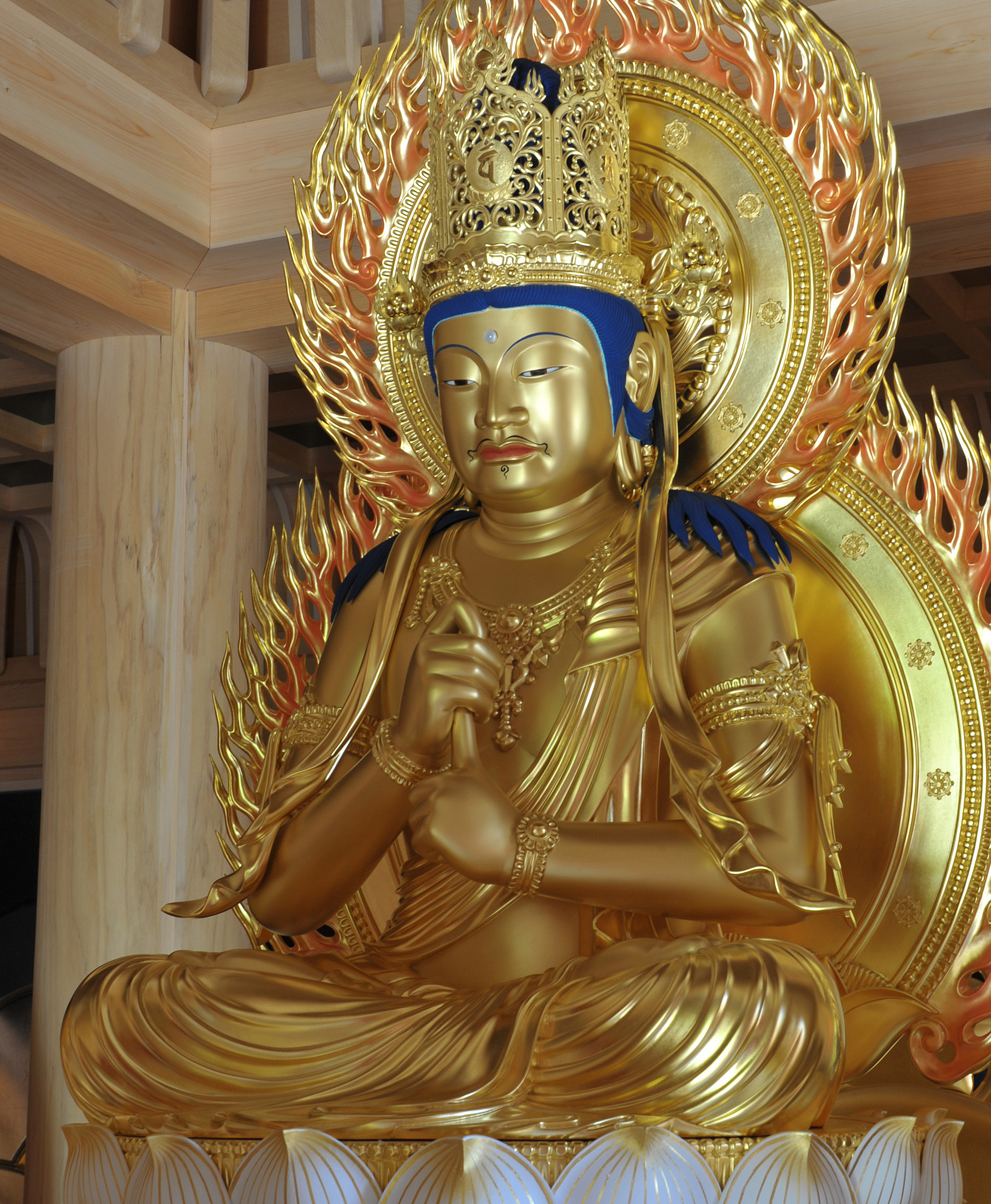
大日如来

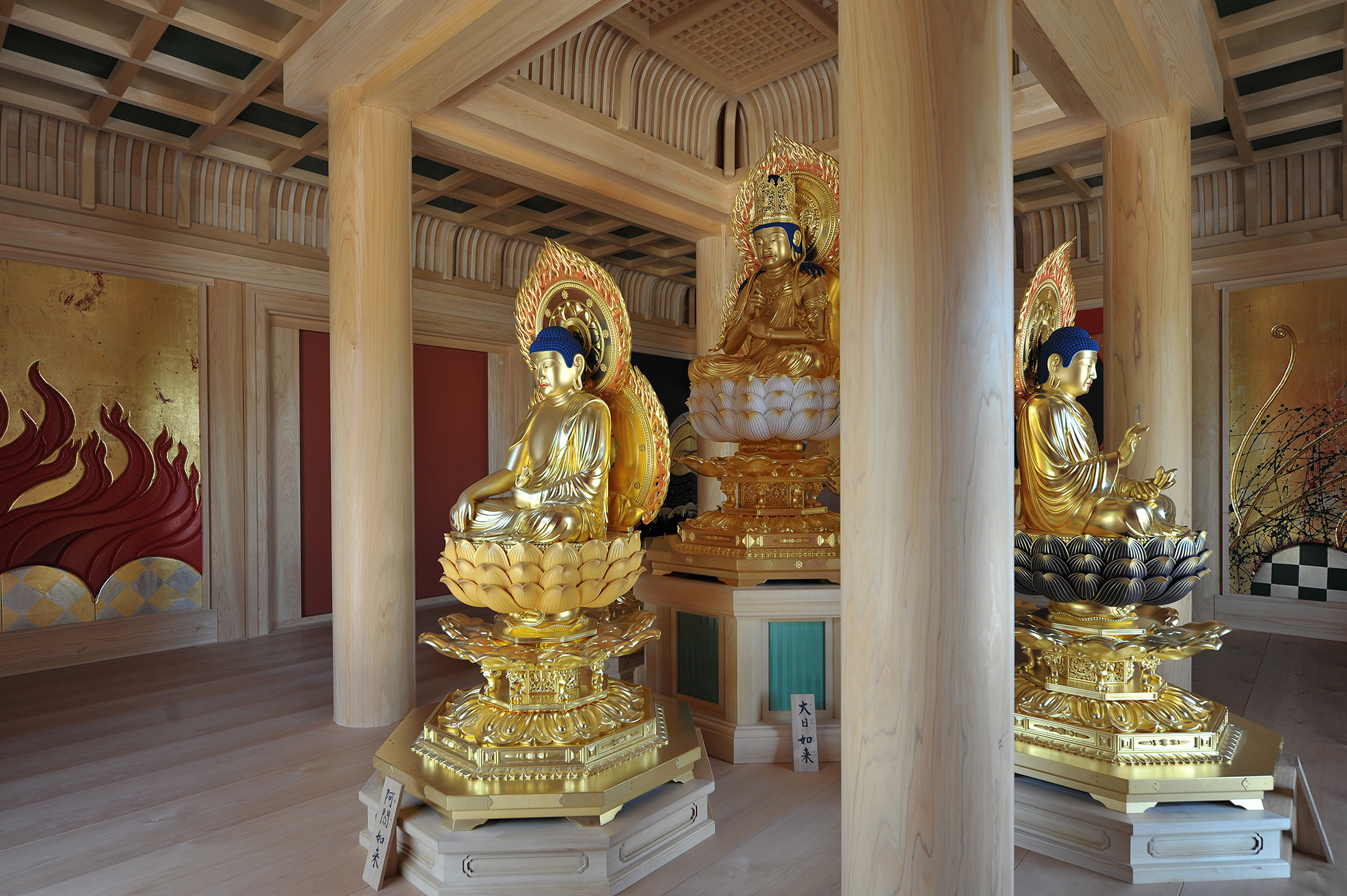
五智如来。東を向いた大日如来を中心に東向きに阿閦如来、南向きに宝生如来、西向きに無量寿如来、北向きに不空成就如来が配されている。毎年1月13日、4月29日、6月13日に御開帳される。

建築的には、平成9年に伝統的建築技術で造られた木造の五重塔が落成し、さらに平成23年には南大門が再建され、平成30年には多宝塔が落成するなど、由緒ある寺院として格式を高めている。

## 文化財（玉名市指定）

### 浄光寺蓮華院跡出土鎮壇具および古瓦
昭和5年、現在の蓮華院誕生寺を中興する際に、現在の本堂付近に旧本堂を建設するために整地していたとき、小仏像2体・香炉1点・鶴亀の燭台3点の荘厳具が出土、昭和38年12月には、現本堂の建設工事中に金銅仏頭1躰、勾玉1点、盤1点などの鎮壇具が出土した。また昭和34年3月にも布目軒丸瓦3点、布目軒平瓦2点が出土している。いずれも鎌倉時代とされる。鎮壇具は本尊の下の地下に工事の無事を祈願するためのもので、これらの出土品から、現在の蓮華院誕生寺の本堂付近が中世の浄光寺の本堂跡とされている。出土品は蓮華院誕生寺庫裏に展示。

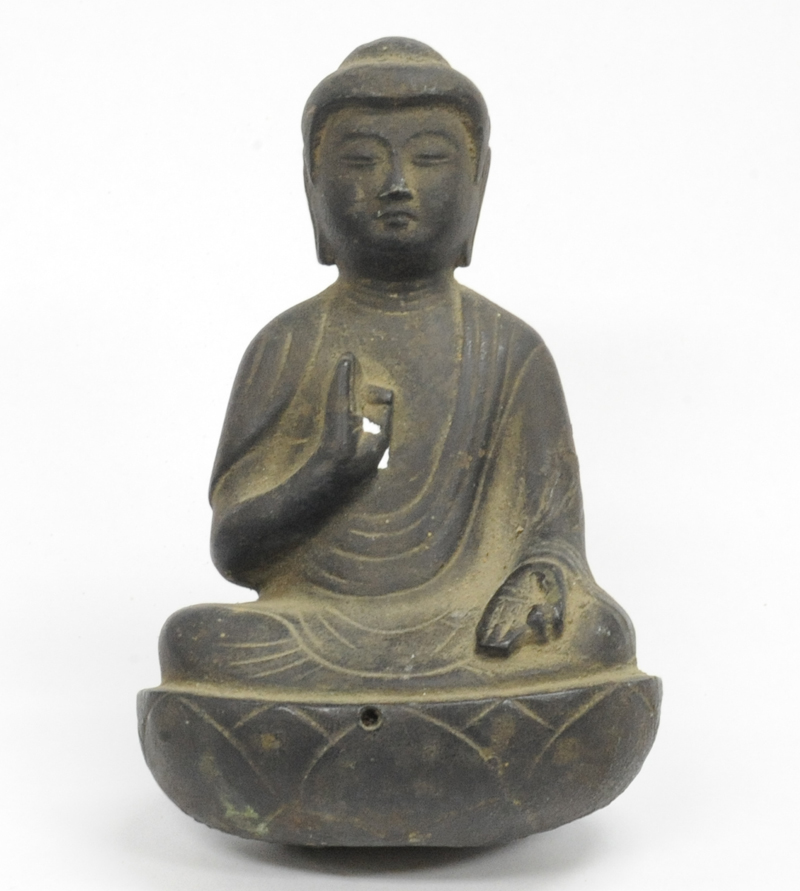
出土した仏像
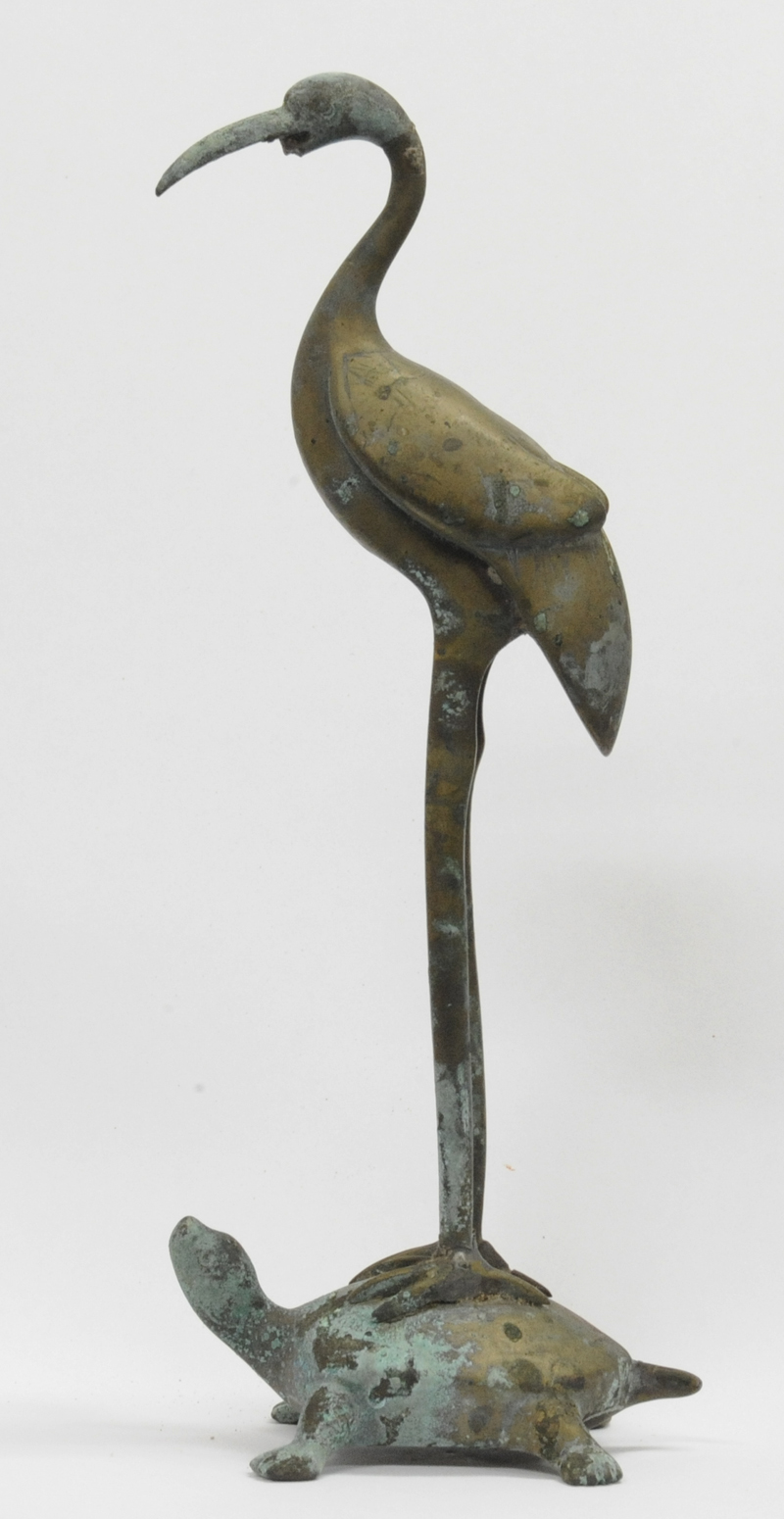
鶴亀の燭台
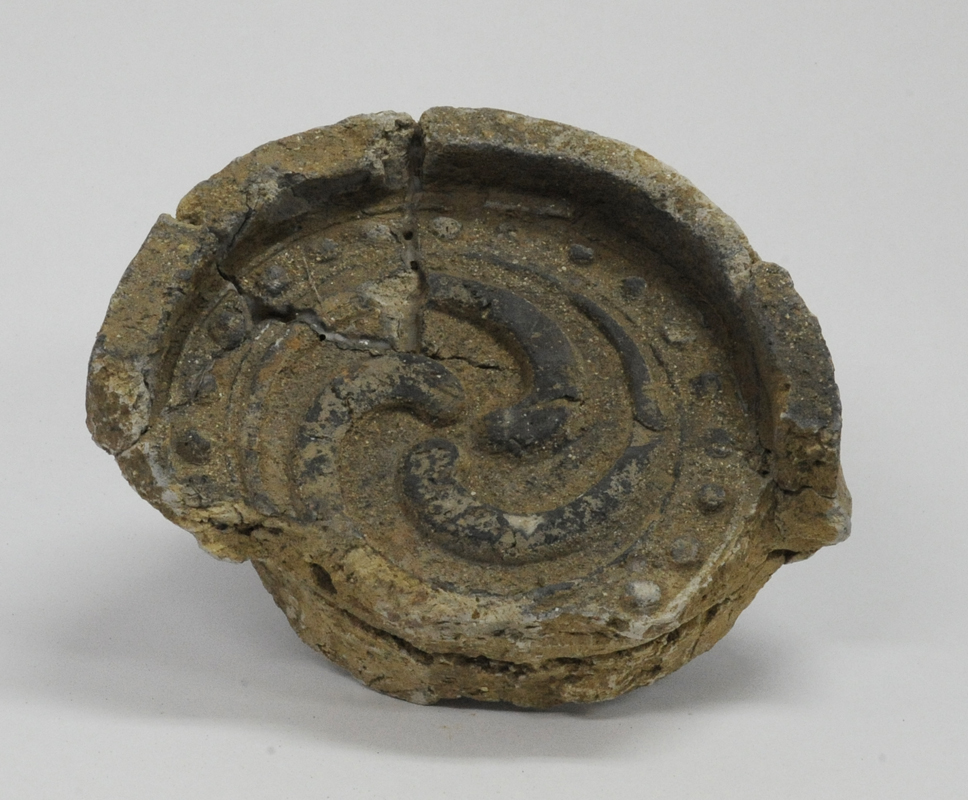
巴瓦

### 関白塔 附 浄光寺跡出土五輪塔地輪

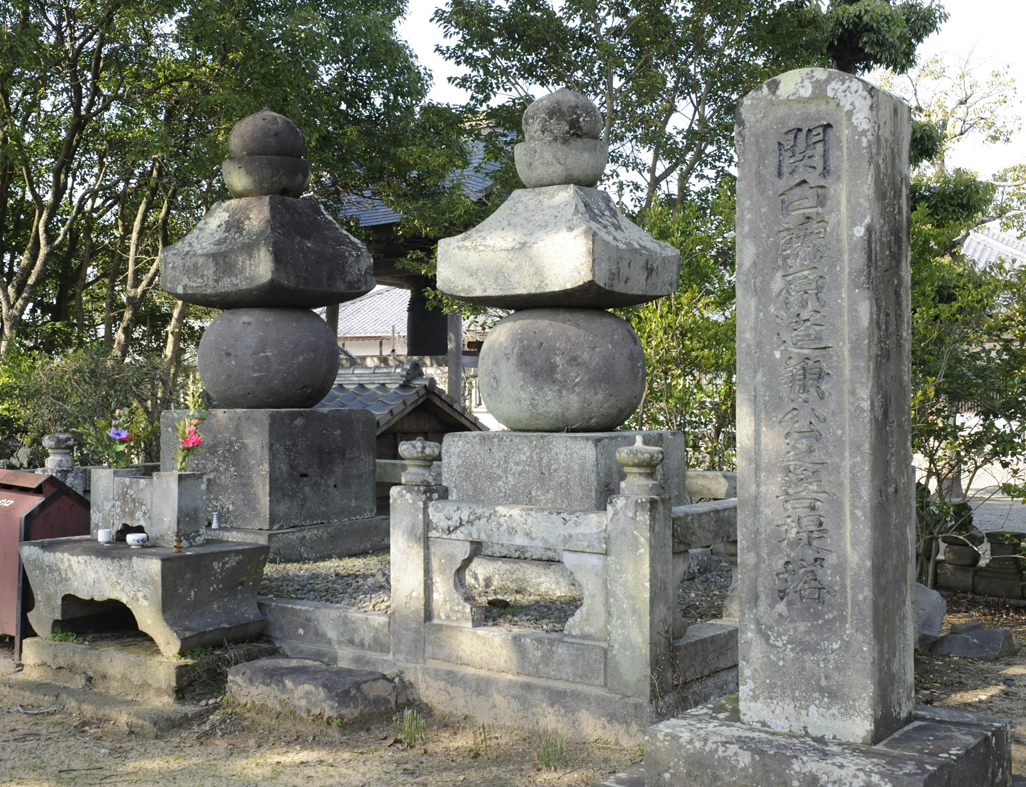
蓮華院誕生寺の中門脇に残る中世の五輪塔

関白塔と呼ばれる凝灰岩からなる五輪塔2基。東塔は高さ253.6センチ、西塔は基礎石を失するが高さ268.8センチで、九州では最大の高さ。文字はなく、これは鎌倉時代後期から室町時代にかけての真言律宗系の五輪塔の特徴を示している。中世には浄光寺が真言律宗の奈良の西大寺の末寺であったことと一致する。また五輪塔の最下部の地輪3基も出土しており、南北朝時代の銘がある。蓮華院誕生寺山門西側に2基並んでいる。

## 伽藍：南大門と四天王像

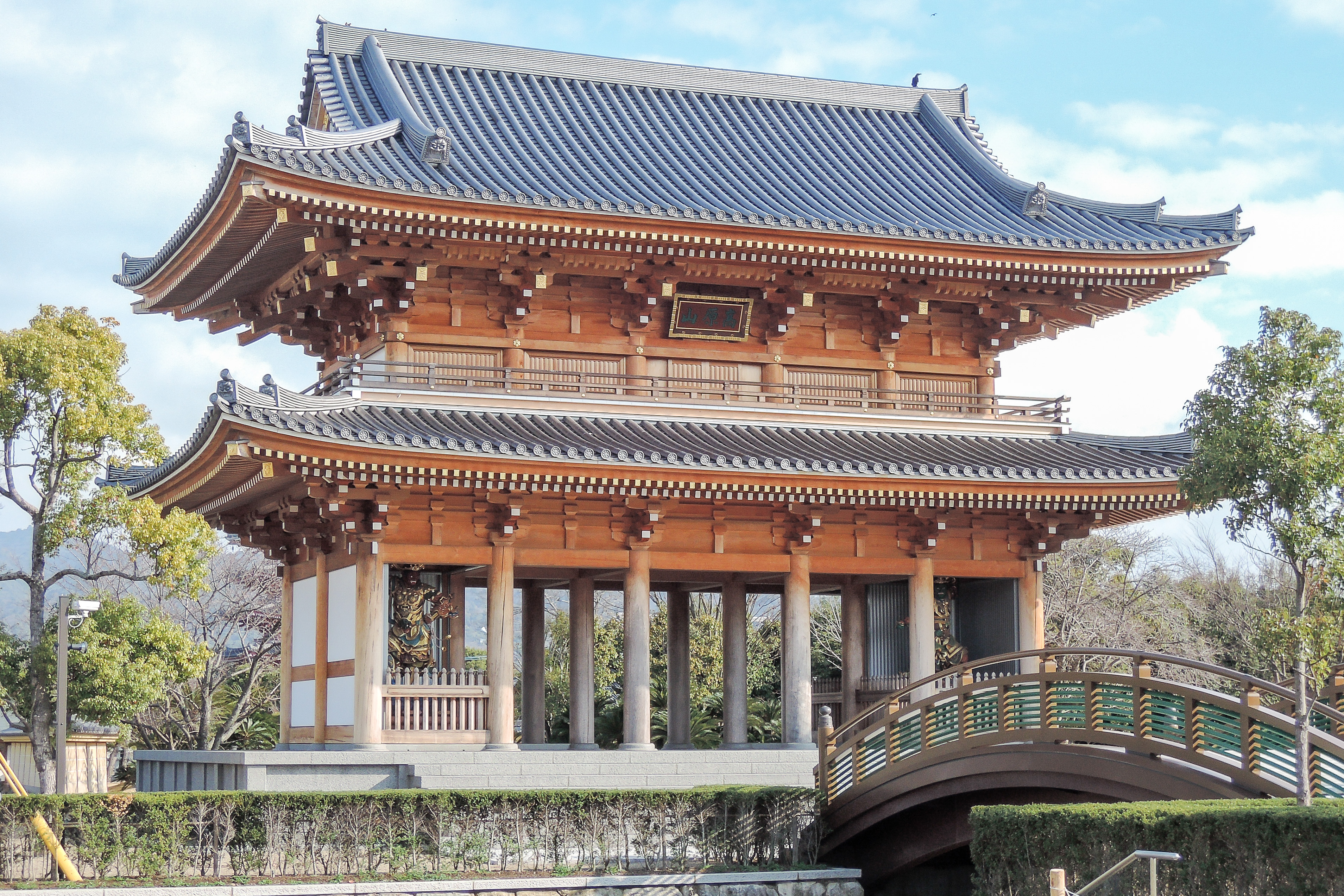
南大門（平成23年5月23日落慶）

蓮華院誕生寺は中世浄光寺の地に、これを復興するかたちで建立された。玉名市築地には南大門という地名が、字として現在に残っている。浄光寺の南大門がこの地にあった証左であるが、それが400年ぶりに再建されたことになる。
南大門は青森ヒバによる二層楼門式で、身舎は幅五間奥行き二間で、外側の一間に四天王が安置され、中央の三間が通路であるが扉は付けられていない。石造の高い基壇の上に建てられており、平成23年に落慶した。屋根は初層が二手先、上層が尾垂木付の三手先で支えられ、上層の周囲には高欄が廻っている。門のすぐ前に公道が通っているために、その上に太鼓橋を架け、前面の敷地と結んでいる。設計施工は、匠社寺建築社、設計担当は大浦敬規である。
初層の四隅には四天王が安置されている。四天王はインドにおいて仏教が広がるにつれて古代の神々が、仏教の護法神として取り入れられたものである。日本では寺院を守護する役割として門に安置される場合が多い。護法神であるため甲冑をつけ覇気に満ちた忿怒の形相をし、手には武器や法具を持ち足には邪鬼を踏みつけた像として表現される。蓮華院誕生寺の四天王も表現はやや抑制しつつも、身体全体から指先に至るまで生気が満ち満ちて力が漲っており、あらゆる邪気や敵から仏教を守護しようとする激しい気迫を見せている。門の正面に向かって左手に増長天、右手に持国天、また内側の左手に広目天、右手に多聞天が配置されている。像高は2.75mと大きく、まず小像を作って賽の目に分解し、それを拡大して合わせる賽割法（さいわり法）と呼ばれる特別方法で作られた。巨大な激しい感情と動きを表現した四天王は、金を使った極彩色で着色され、豪華絢爛たる生き生きとした迫力を見せている。製作は京都の仏師、今村九十九である。
持国天は東方の守護神、身体は青で、右手は腰の位置に下げて独鈷杵を力強く握り、左手は三叉戟を高く掲げ持つ。口は大きく歯を見せてかっと開き、太い眉を吊り上げて大きく眼を開いて睨む。
増長天は南方の守護神。身体は赤紫で、紺の鬢髪に顔は眼を大きく見開き、口も赤い唇と相まって持国天より大きく開き、右手に剣（日本刀）を頭上高く持って前に突き出し、左手は腰に当て索をもつ。
広目天は西方の守護神で、身体は白色である。右手は顔の横に筆を持ち、左手は腰の位置に巻物を持ち、書写の形をもつ。顔は眉を上げ眉間に皺を寄せてはいるが、眼は他の三神と違い大きく見開かずむしろ薄く開け、口は堅く閉じている。単純に忿怒の表情を見せるというより、一瞬の躊躇いというか優しさというか、激しい感情の中にも人間に対する愛情とか慈悲を感じさせるような、四天王の中でも最も複雑で高い次元の内なる感情を表している。横綱白鵬が心象モデルを務めた。多聞天は毘沙門天ともいう。北方を守護する神で、財宝や富貴を司り、四天王の中で最も由緒正しい。広く仏法を聞くという意味で多聞天という。身は黒色、頭に鈴を乗せ、右手に宝棒を持ち、左手に宝塔を高く捧げもつ。顔の表情は眼を大きく開きながら口は何か強い決意を秘めたようにきっと結んでおり、強烈な熱い感情を内に秘めつつも、どこか落ち着いた静謐な心の内面を感じさせる。横綱朝青龍が心象モデルを務めた。
表側に配置された二天は武器を持ち、仏教の守護神としての激しい感情を直接的に表現しており、正に外に向かって邪悪な魂を打ち破ろうとしている。これに対し内側の二天は、武器ではなく仏教の教えを象徴する法具などをもち、忿怒の表現は抑制され内に秘められ、表情は静かでかつ複雑であり、寺院の内に対して仏教を鼓舞する役割を果たしている。

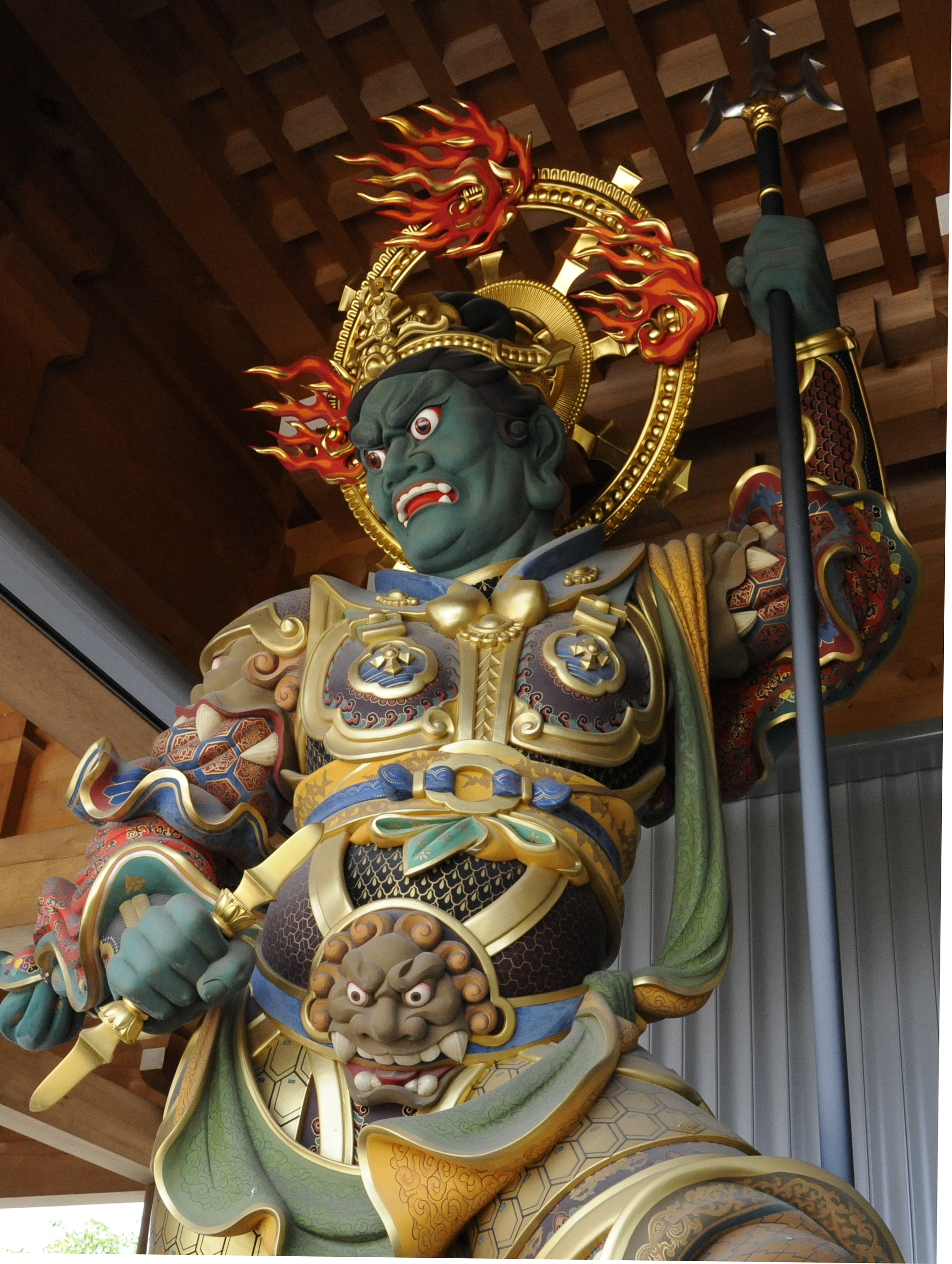
持国天。右手に独鈷杵、左手に三叉戟を持つ。
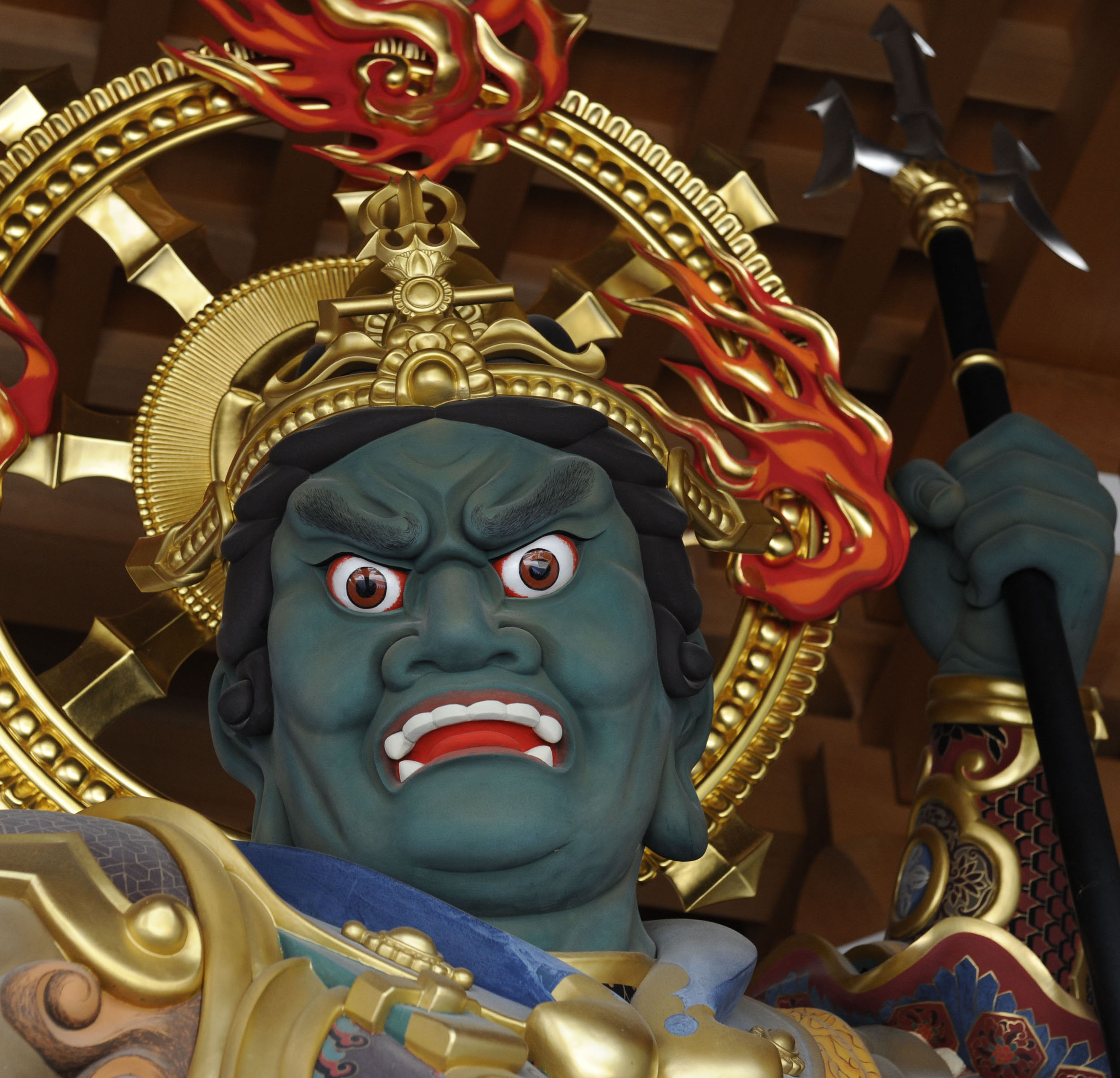
持国天頭部
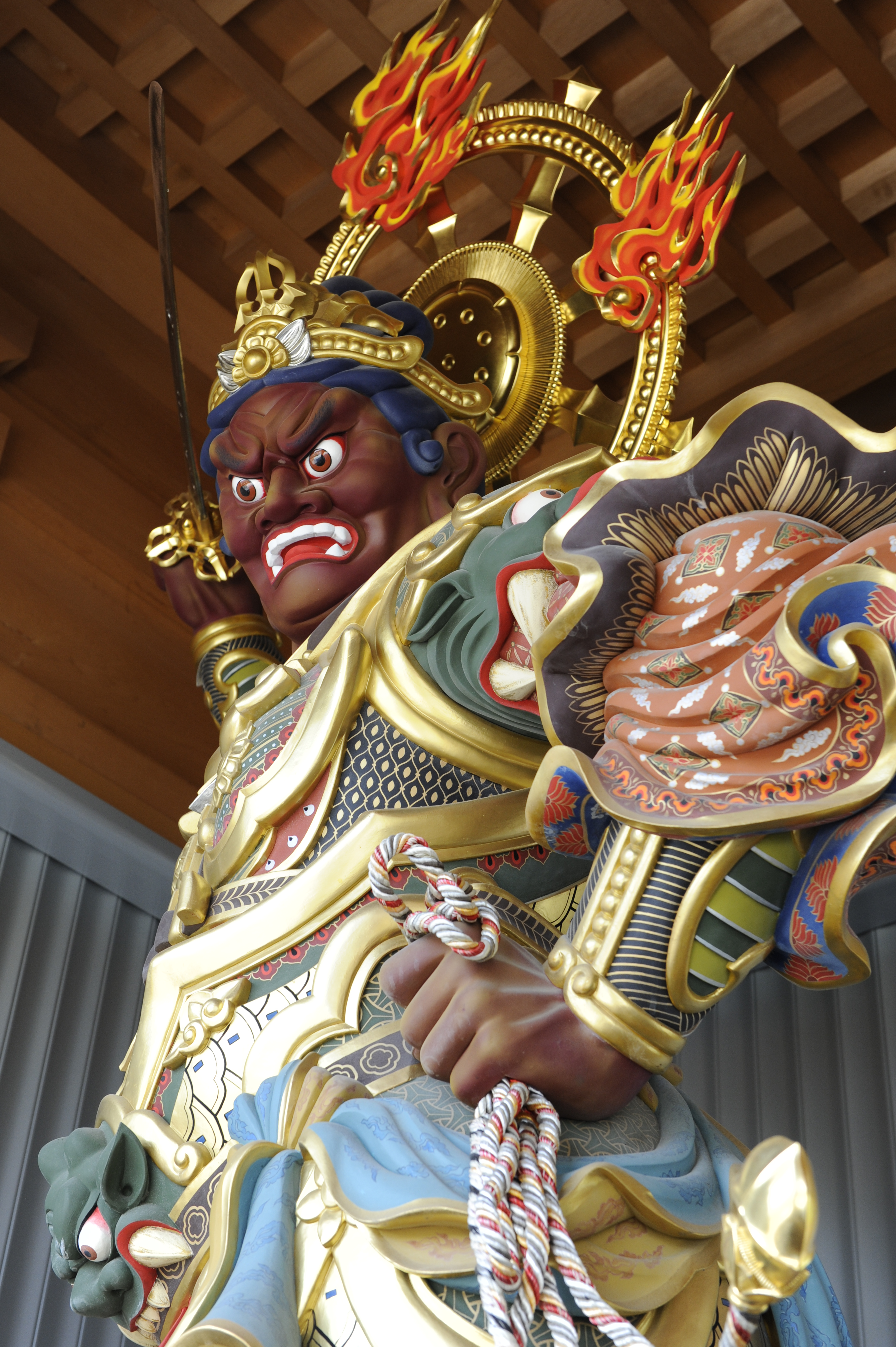
増長天。右手に剣（日本刀）、左手に索をもつ。
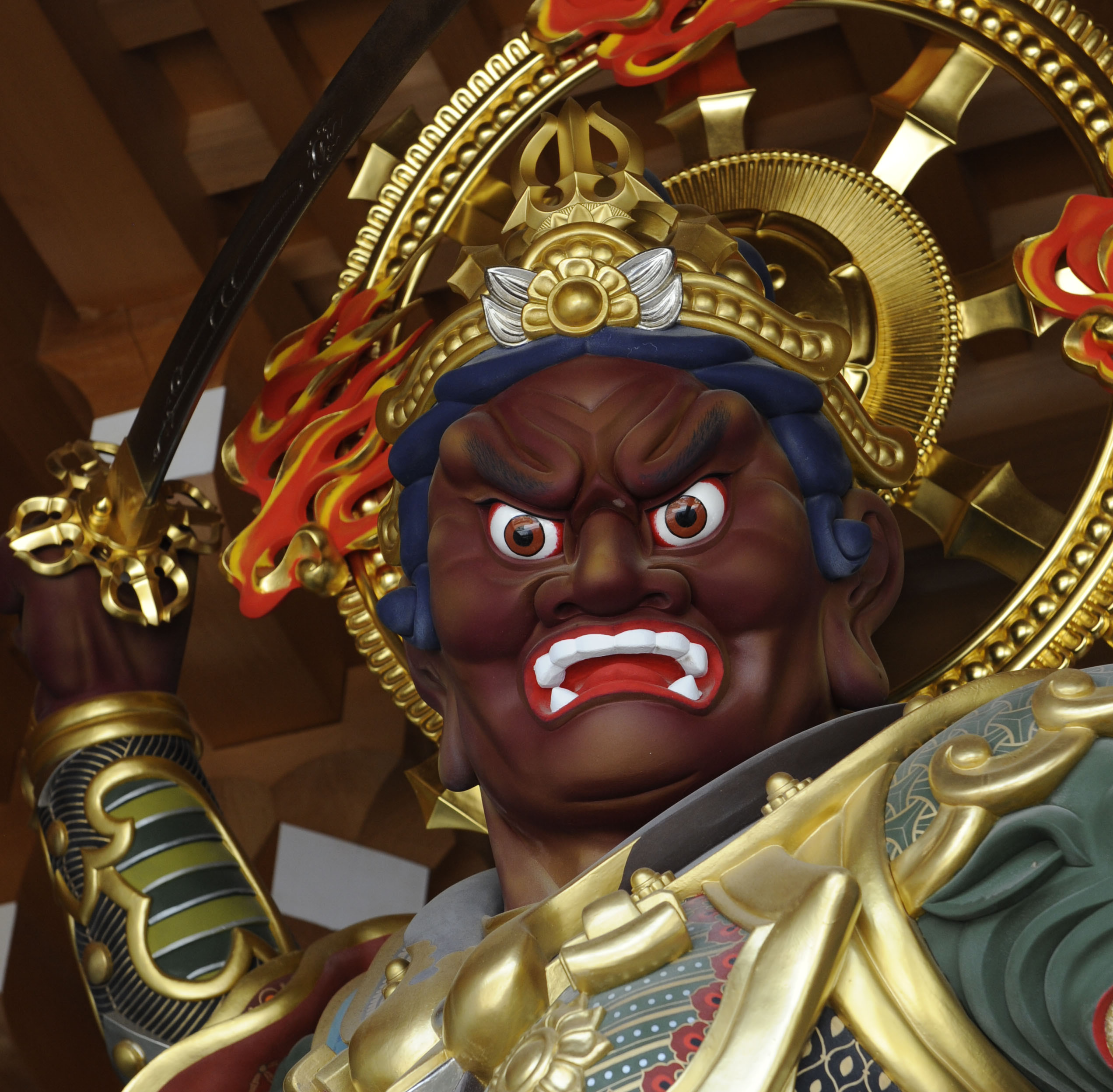
増長天頭部
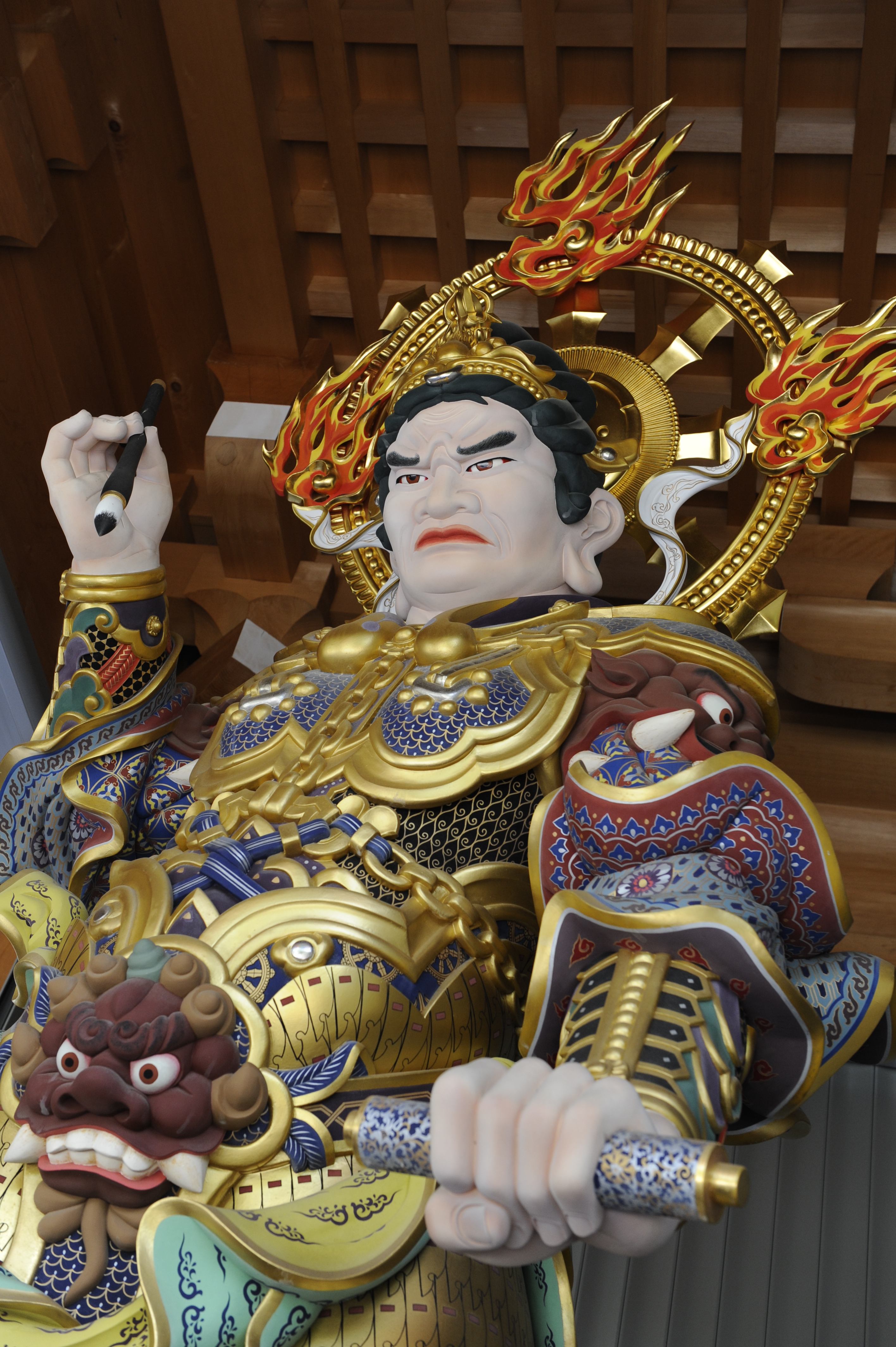
広目天。右手は筆、左手は巻物を持ち、書写の形をとる。
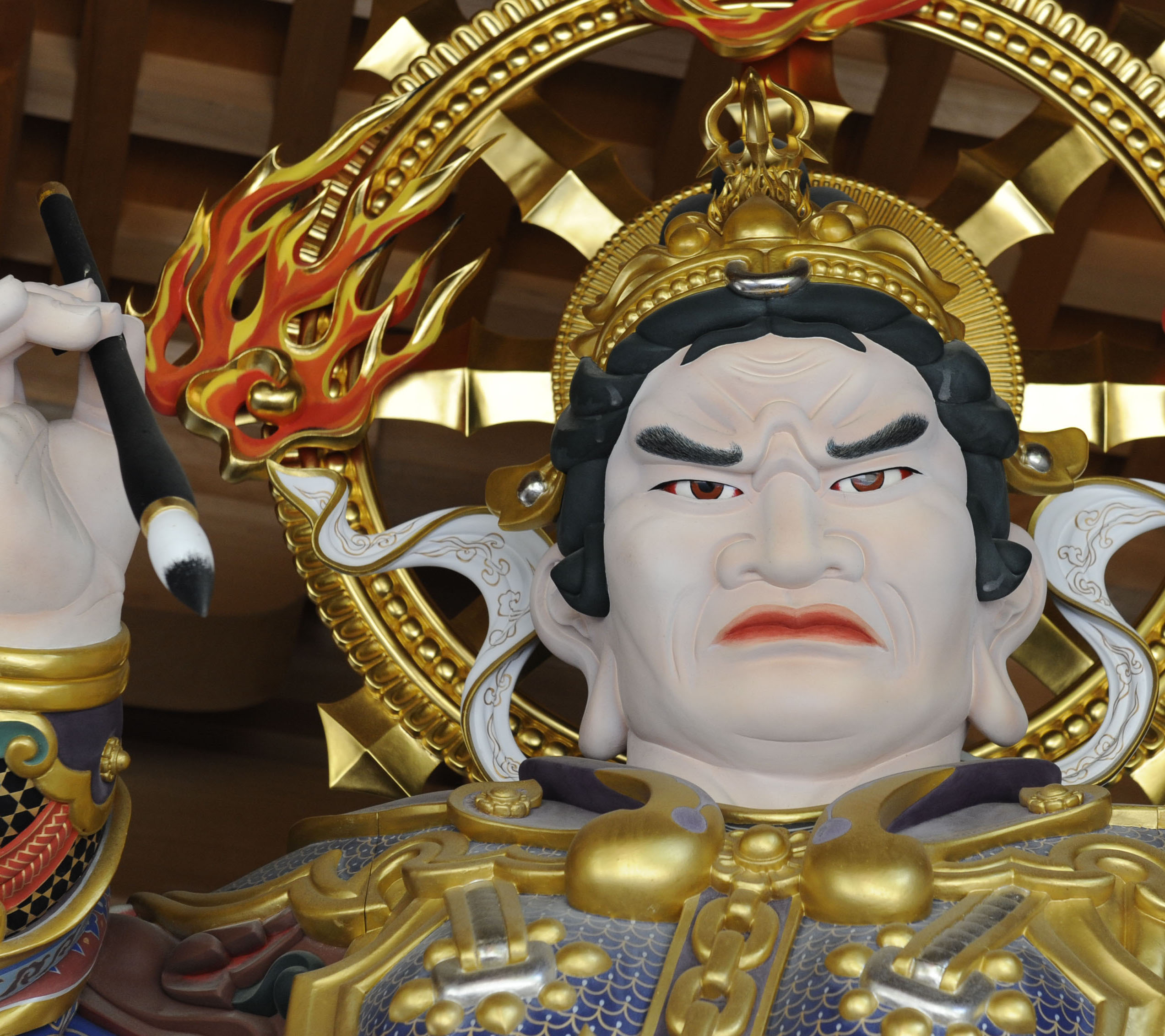
広目天頭部
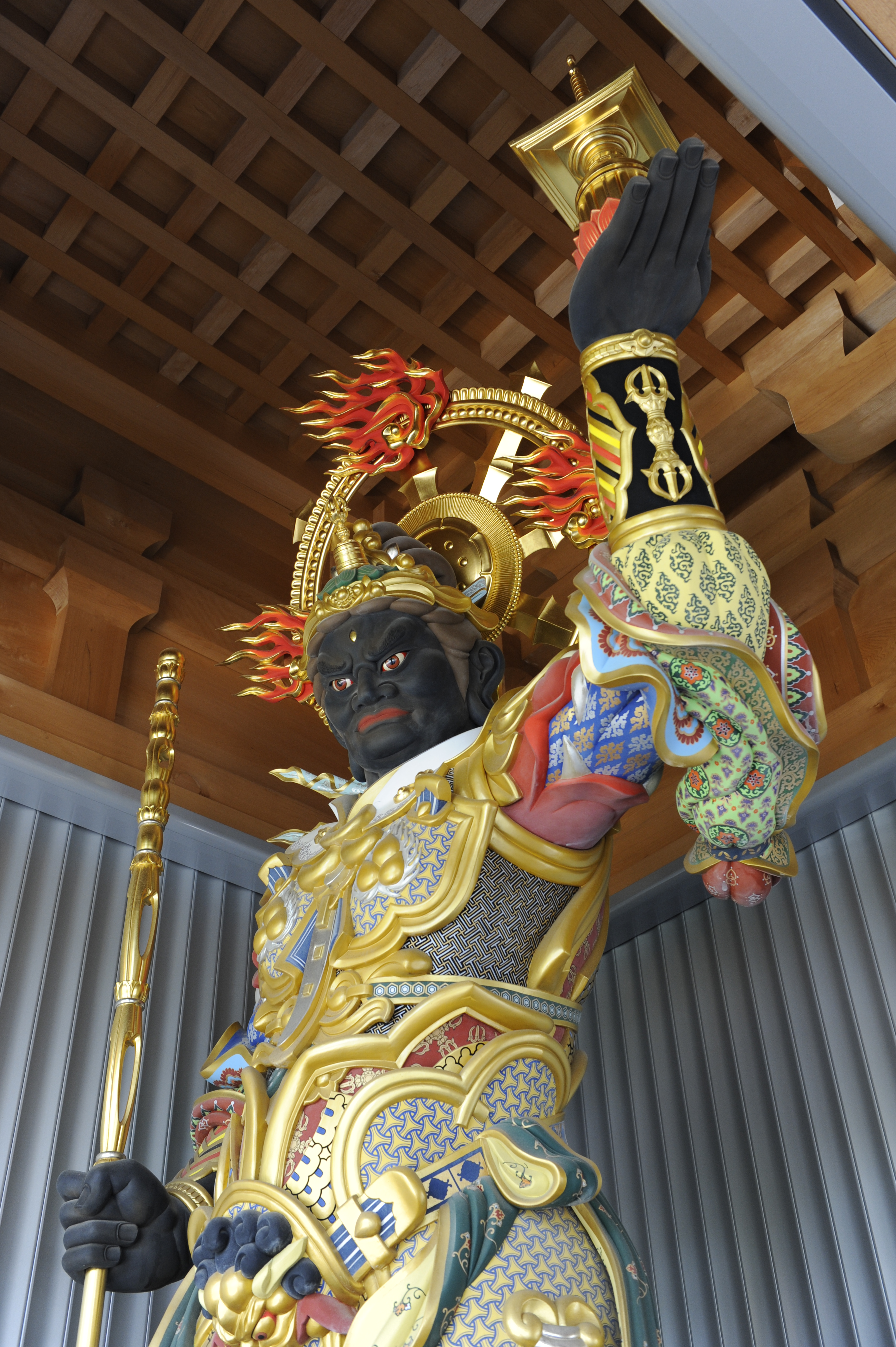
多聞天。右手に宝棒を持ち、左手に宝塔を高く捧げもつ。
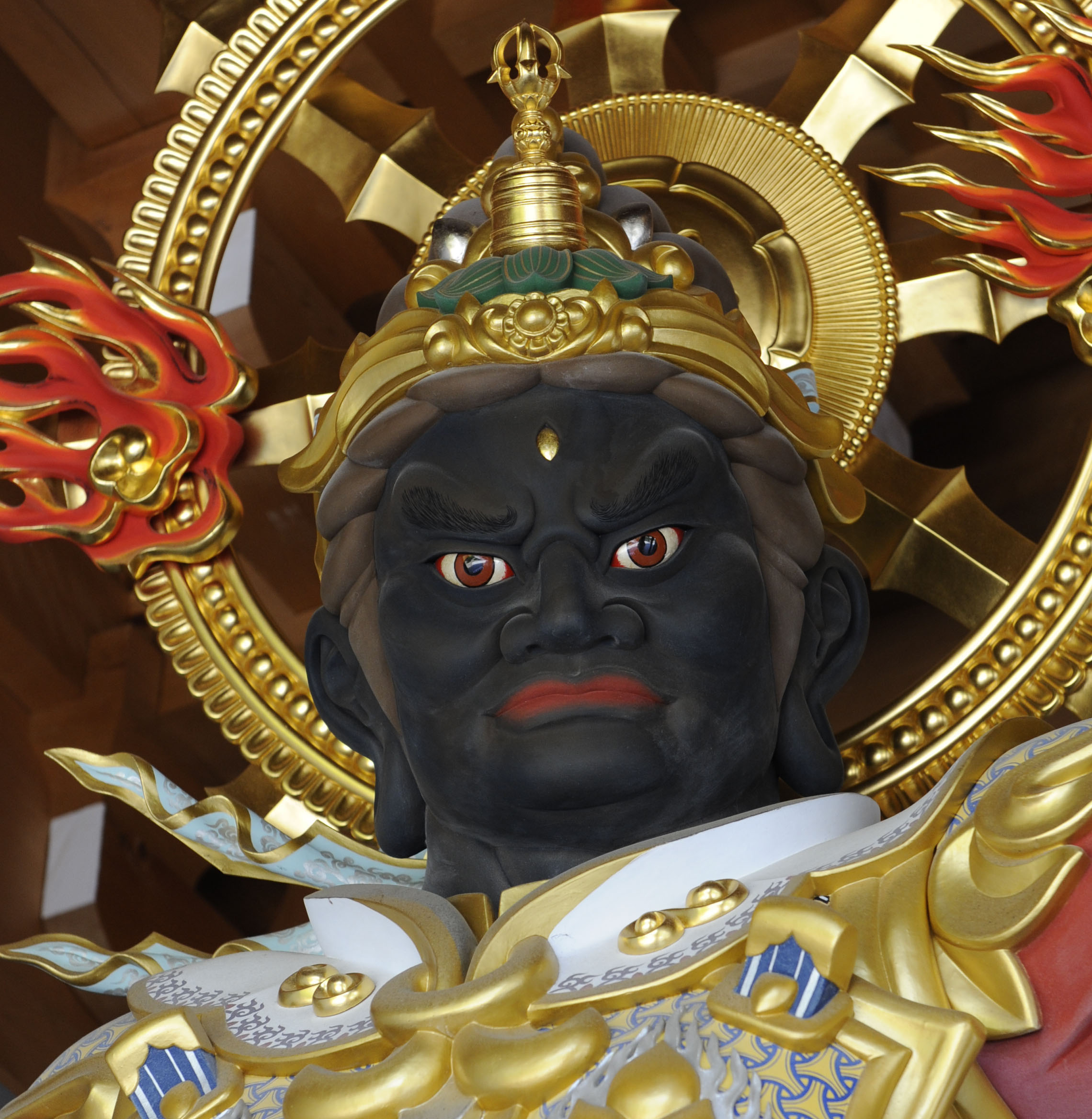
多聞天頭部。

## 機関紙・出版物
機関紙として「大日乃光」新聞を、毎月3回発行している。全国の信者への布教の手段のひとつとして、昭和25年に川原真如により「幸福への道」として発刊され、その後「大日新聞」と改称、さらに「大日乃光」と改称され現在に至っている。
- 永石秀彦、「蓮華院誕生寺 多宝塔」、海鳥社、2018年10月。（多宝塔写真集）
- 大山真弘、「お母さんにしてもらったことは何ですか？」、2012年11月、サンマーク出版、（内観研修所の実践記録）
- 今村九十九、「四天王顕現」、集広舎、2012年10月、303ページ。（南大門の四天王像の仏師今村九十九氏による製作過程写真集）
- 川原 英照、「祈りの力 行動する智慧」、春秋社、2011年4月、235ページ。
- 蓮華院誕生寺出版局編、「いのちつなII」、2011年、207ページ。（僧侶、信者の体験談集）
- 川原 英照、「弥勒のまなざし」、致知出版社、2005年3月。247ページ。
- 永石秀彦、「五重塔 蓮華院誕生寺」、海鳥社フォトブックス、2003年。（五重塔写真集）
- 木村直巳作画・升本喜年原作、「扶桑龍神伝―皇円大菩薩と蓮華院」、梟雄社、1997年6月。（マンガによる皇円大菩薩と蓮華院再興の物語）
- 蓮華院誕生寺出版局編、「いのちつな」、1996年、209ページ。（僧侶、信者の体験談集）
- 川原 英照 編、「龍神の説法―蓮華院誕生寺中興第二世 川原真如大僧正の生涯」、1995年11月、255ページ。

## 社会活動

### れんげ国際ボランティア会
ARTIC＝Association for Rengein Tanjoji International Cooperation：通称アルティック。れんげ国際ボランティア会は蓮華院誕生寺が運営するNPO法人で、大乗仏教の精神に基づく「慈悲行」「菩薩行」の一環として国際的支援活動を行なっている。1979年、第2世川原真如のときにカンボジア内戦のおりにタイに逃れたカンボジア難民のキャンプを支援するために発足した。以来インドのチベット人居留地、スリランカの孤児院や僧侶学校、タイのバンコクにおけるスラム、同国のミャンマー難民キャンプなどで、教育支援を中心にした国際協力活動を行ってきたほか、阪神・淡路大震災や東日本大震災、熊本地震など国内でも被災者支援などの活動を行ってきた。2015年、日本とミャンマーとの相互理解の促進により外務大臣表彰受賞。2017年には第41回正力松太郎賞(全国青少年教化協議会)を受賞。

### 親を大切にする子供を育てる会
第2世川原真如のときに、家族の絆を見直す目的のために始められた。熊本市の熊本朝日放送 (KAB) とのタイアップにより、毎年母親や父親に対する詩を県内外の子供たちから募集し、優秀作を選び詩集を出版するとともに、奥之院に石造の詩碑を立てて顕彰し、家族の絆を見直す運動を行なっている。

### 将棋
- アマチュアの将棋愛好家の集まりとして、日本将棋連盟玉名支部が誕生寺内に置かれている。
- 1997年から、毎年「全国将棋寺子屋合宿」（毎日新聞社、将棋の里玉名実行委員会主催）が蓮華院誕生寺奥之院で行われている。
- 上記の活動により、2016年、第23回大山康晴賞を蓮華院誕生寺が受賞した。

## 交通アクセス
- JR九州鹿児島本線玉名駅から九州産交バス玉名市街地循環線に乗車し「築地公民館前」下車すぐ。
- 九州自動車道菊水インターチェンジから11㎞